# 1807 dans le catholicisme
Chronologie du catholicisme
- 1803
- 1804
- 1805
- 1806
- 1807
- 1808
- 1809
- 1810
- 1811

Cet article présente les faits marquants de l'année 1807 dans le catholicisme.

## Évènements
- 27 mai : Canonisations par Pie VII de
  - Angèle Mérici.
  - Benoît le Maure.
  - Colette de Corbie
  - François Caracciolo
  - Jacinthe Mariscotti
- 24 août : Création d'un cardinal par Pie VII.
- 24 août : Marino Carafa di Belvedere résigne comme cardinal pour se marier.

## Décès
- 5 juillet : Diego Gregorio Cadello, cardinal italien, archevêque de Cagliari (° 1er mars 1735)